# La estatua de carne
La estatua de carne es una película de drama estrenada en 1951 dirigida por Chano Urueta. Esta protagonizada por Elsa Aguirre y Miguel Torruco.

## Trama
Mario, un célebre escultor, busca una modelo para su obra ´La victoria humana´. Un día conoce a una modelo llamada Gioconda, una joven hermosa, pero vulgar, que es explotada por un viejo degenerado. Al cabo de un tiempo ella se enamora de Mario, y decide refinarse. La pasión surge entre ellos, pero Mario es casado y ella le exige que se divorcie. Pero su mujer tiene un accidente, él desiste del divorcio al sentirse culpable.

## Reparto
- Elsa Aguirre como La Gioconda
- Miguel Torruco como Mario Acevedo
- Carlos López Moctezuma como Aurelio
- Roberto Soto como Pretendiente de Gioconda
- Fernando Soto como Miguel Ángel
- Leonor Baroccio como Hija de Marta
- Silvia Pinal como Marta
- Florencio Alcocer (no acreditado)
- Josefina Burgos como Invitada a reunión (no acreditado)
- Lupe Carriles como Criada (no acreditado)
- María Luisa Cortés como Invitada a reunión (no acreditado)
- Ángel Infante (no acreditado)
- Héctor Mateos como Maestro (no acreditado)
- José René Ruiz como Invitado a reunión (no acreditado)
- Félix Samper como Maestro (no acreditado)
- Rafael Torres como Invitado a reunión (no acreditado)
- Alfredo Varela como Maestro (no acreditado)